# Estación La Concepción
La Concepción es una estación de la línea de Tren Limache-Puerto. Está situada en el residencial Barrio Concepción de Villa Alemana, en el Gran Valparaíso, Chile.
Se encuentra entre los paraderos 7 y 8 de locomoción colectiva que transita por el camino urbano troncal.
- Datos: Q5843036
- Multimedia: Estación La Concepción / Q5843036